# Pro Loco Travo 1968
Questa voce raccoglie le informazioni riguardanti la Pro Loco Travo nelle competizioni ufficiali della stagione 1968.

## Rosa
| N. |                   | Ruolo | Calciatrice       |
| -- | ----------------- | ----- | ----------------- |
| 1  | Italia (bandiera) | P     | Giuseppina Astrua |
| 1  | Italia (bandiera) | P     | Giuseppina Anelli |
| 3  | Italia (bandiera) | D     | Losi              |
| 2  | Italia (bandiera) | D     | Elda Piana        |
| 5  | Italia (bandiera) | C     | Mina Cavalli      |
| 4  | Italia (bandiera) | C     | Milani            |
| 5  | Italia (bandiera) | C     | Romana Romani (I) |
| 10 | Italia (bandiera) | A     | Colla             |

| N. |                   | Ruolo | Calciatrice       |
| -- | ----------------- | ----- | ----------------- |
| 9  | Italia (bandiera) | A     | Ferrara           |
| 11 | Italia (bandiera) | A     | Gobbi             |
| 7  | Italia (bandiera) | A     | Malchiodi         |
| 8  | Italia (bandiera) | A     | Luciana Meles (I) |
| 6  | Italia (bandiera) | A     | Carla Murelli     |
| 7  | Italia (bandiera) | A     | Rosa Rocca        |
| 8  | Italia (bandiera) | A     | Romani (II)       |
| 8  | Italia (bandiera) | A     | Viappiani         |

### Giornali
La Gazzetta dello Sport, 1968, consultabile presso le Biblioteche:.
- Biblioteca Civica di Torino;
- Biblioteca Nazionale Braidense di Milano,
- Biblioteca comunale centrale di Milano,
- Biblioteca Civica Berio di Genova,
- Biblioteca Nazionale Centrale di Firenze,
- Biblioteca Nazionale Centrale di Roma.
- Libertà presso la Biblioteca Comunale “Passerini Landi” di Piacenza.

### Libri
- Salvatore Lo Presti, Almanacco del calcio mondiale '88-'89, Torino, S.E.T., 1988,  pp. 261-268.
- Luca Barboni e Gabriele Cecchi, Annuario del calcio femminile 1999-2000, Fornacette (PI), Mariposa Editrice S.r.l., novembre 1999,  p. 47, la classifica della Serie A 1968.